# Sklavinien

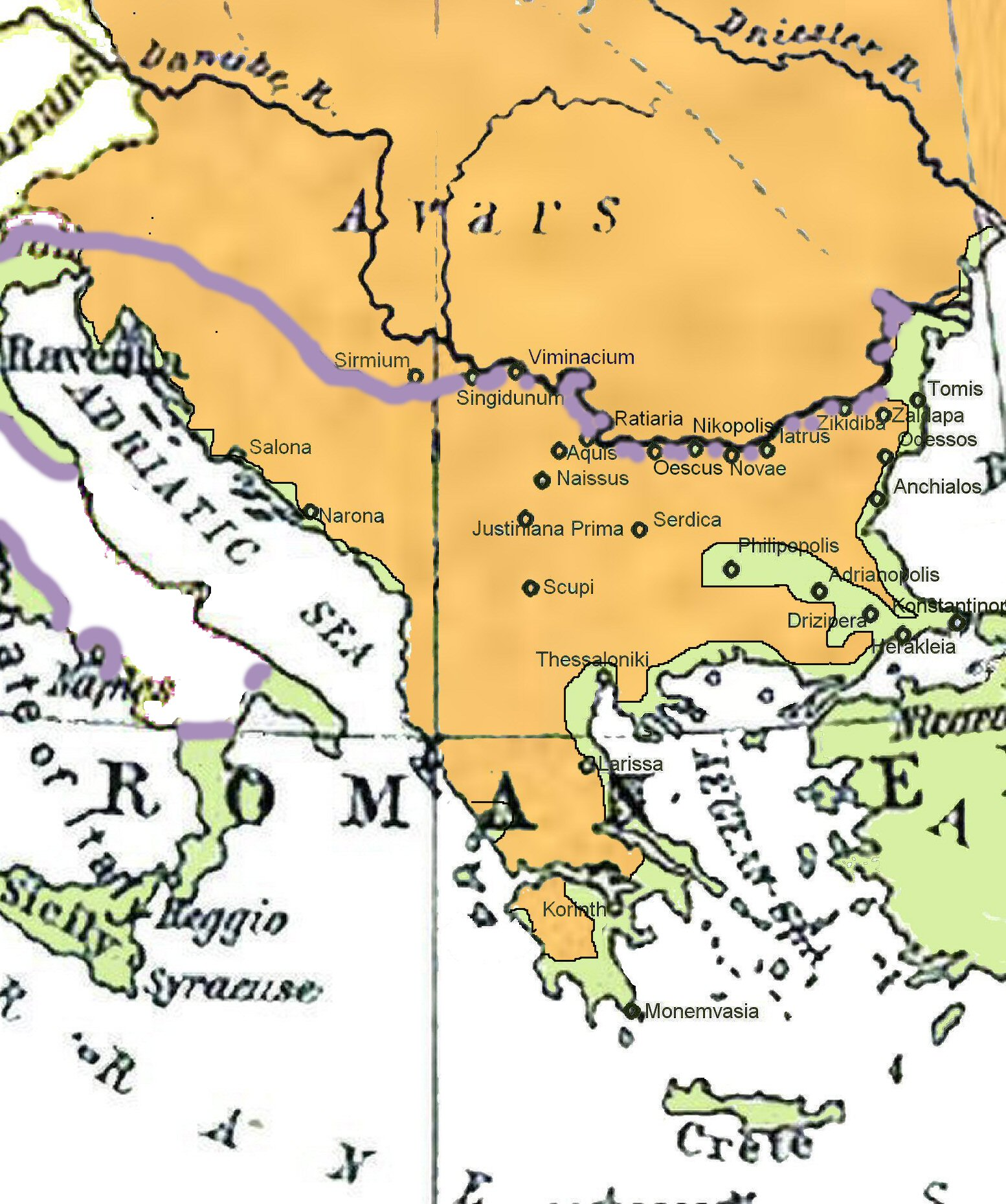
Südslawische Völkerschaften und Stämme (orange) auf dem Balkan im 7. Jahrhundert; die Grenze des nominellen byzantinischen Herrschaftsgebietes ist lila markiert, das von der römischen bzw. griechischen Provinzialbevölkerung besiedelte Gebiet ist grün.

Sklavinien (gr. Σκλαβινίαι Sklaviniai; etwa: „Slawenschaften“, „Gebiet der Sklavinen“) ist die Bezeichnung für die verschiedenen Slawengemeinschaften auf dem Boden bzw. an den Grenzen des Byzantinischen Reiches, die sich im beginnenden Frühmittelalter gebildet hatten.
Der genaue Zeitraum der „slawischen Landnahme“ in Griechenland ist in der Forschung aufgrund der problematischen Quellenlage umstritten: Der Beginn dieses Prozesses wird teils ins späte 6. Jahrhundert (etwa in die Regierungszeit des Kaisers Maurikios), in der neueren Forschung hingegen eher ins frühe 7. Jahrhundert verlegt. Der Begriff Sklaviniai (bzw. Abwandlungen davon) ist seit dem späten 8. Jahrhundert in byzantinischen Quellen belegt. Später wurde dieser Begriff auch verwendet, um die (wenigstens teilweise) von Slawen beherrschten bzw. besiedelten Regionen zu bezeichnen.
Diese lokalen Herrschaften waren weitgehend von Stammesherrschaften geprägt, obwohl damit auch das Bulgarische Reich bezeichnet werden kann. Die Sklaviniai verfügten oft über keine fest umrissenen Grenzen und wurden von Byzanz teils toleriert oder sogar bisweilen – wenigstens vorübergehend – akzeptiert. Doch stand im Fokus der byzantinischen Politik vor allem die Wiedergewinnung der ehemals byzantinischen Territorien auf dem Balkan (zum Verlust dieser Territorien siehe auch Balkanfeldzüge des Maurikios sowie Chronik von Monemvasia).
Als die byzantinische Armee seit dem späten 8. Jahrhundert in diesem Raum wieder in die Offensive ging, wurden die meisten der kleineren Slawengemeinschaften in Thrakien und in Griechenland aufgerieben, wenn sich einige auch noch Jahrhunderte halten konnten. Die slawische Bevölkerung zog sich zumeist in Bergregionen zurück und wurde anschließend weitgehend hellenisiert, was im 19. Jahrhundert Jakob Philipp Fallmerayer zu der heftig umstrittenen Annahme führte, dass es sich bei den heutigen Griechen ausschließlich um hellenisierte Slawen handle, was in der neueren Forschung jedoch abgelehnt wird. In der Tat waren viele Städte und Küstenregionen nie von den Slawen eingenommen worden, und zudem siedelten die Byzantiner im 9. Jahrhundert viele kleinasiatische Griechen in Hellas an. Kein Zweifel besteht aber daran, dass die 200 Jahre slawischer Dominanz in Griechenland einen erheblichen Einschnitt markierten – mit ihrer „Landnahme“ besiegelten die Slawen dort um 600 das Ende der Antike.